# Amazônia-1
Satelit Amazônia-1 (ali SSR-1) z načrtovanim vzletom junija 2020 je prvi satelit za opazovanje Zemlje, ki je bil v celoti razvit v Braziliji.
Operacije se bodo združile s satelitom CBERS-4.

## Značilnosti
Trenutne značilnosti oz. lastnosti so:
- Orbita: Sončevo-sinhrona orbita
- Perioda slikanja Zemlje: 4 dni
- Optično fotografiranje s širokim pogledom (kamera s 3 pasovi in pasovoma VIS in NIR 1)
- Razpon opazovalnja: 760 km[7] z ločljivostjo 40 metrov.
- Platforma: Multimisijska platforma (PMM)
- Masa: 700 kg

## Instrumenti
- Advanced Wide Field Imager (AWFI),[8] kamera z 40 m ločljivostjo

## Amazônia - 2
Amazônia - 2 je bil načrtovan leta 2018, da nadomesti svojega predhodnika.